# Charles Frank
Pour les articles homonymes, voir Frank.
Charles Reser Frank (né le 17 avril 1947) est un acteur américain connu pour avoir joué le cousin de Bret Maverick, Ben Maverick, dans le téléfilm The New Maverick de 1978, avec James Garner et Jack Kelly, et dans la série télévisée Young Maverick de 1979, qui a été de courte durée. Il a obtenu son diplôme avec la promotion de 1969 au Middlebury College dans le Vermont.

## Carrière
De 1970 à 1974 (et de nouveau en 1988 et 1995), Frank a joué le Dr Jeff Martin dans la série télévisée All My Children sur ABC. En 2006, il a été annoncé que le personnage serait repris par John James, anciennement de la série Dynastie sur ABC.
Il est également apparu à deux reprises dans deux épisodes de M*A*S*H et une fois dans le drame familial de CBS, Three for the Road. En 1977, Frank a collaboré avec Deborah Winters (en) et Claude Akins dans le film d'horreur télévisé Tarantula: Le cargo de la mort, réalisé par Stuart Hagmann. En 1977, Frank a joué la victime du meurtre dans l'épisode de Columbo intitulé « Try And Catch Me »,. Toujours en 1977, Frank tient le rôle de Todd Seymour dans l'épisode Hawaii Five-O intitulé « Practical Jokes Can Kill You »,. Dans la deuxième saison de Barney Miller, il est apparu dans l'épisode « Salon de massage ».
Au cinéma, il a notamment tourné The One and Only (1978), The Other Side of the Mountain Part 2 (1978) et Mrs. Delafield Wants to Marry (1986). En 1983, Frank a tenu le rôle de l'astronaute Scott Carpenter dans la version cinématographique du roman de Tom Wolfe, The Right Stuff,. Il a également tenu le rôle du mari de sa femme Susan Blanchard dans le film Russkies (1987).
En 2004, Frank a narré C.S.A. : The Confederate States of America, un mockumentary basé sur une ligne de temps alternative dans laquelle la Confédération a gagné la guerre de Sécession.

## Vie privée
C'est sur le plateau de All My Children que Frank a rencontré sa femme Susan Blanchard, qui jouait la femme de son personnage, Mary Kennicott Martin. Ils se sont mariés en 1977 et ont un enfant.